# Apeadeiro de Alcaria
O Apeadeiro de Alcaria é uma interface da Linha da Beira Baixa, que serve a localidade de Alcaria, no Distrito de Castelo Branco, em Portugal.

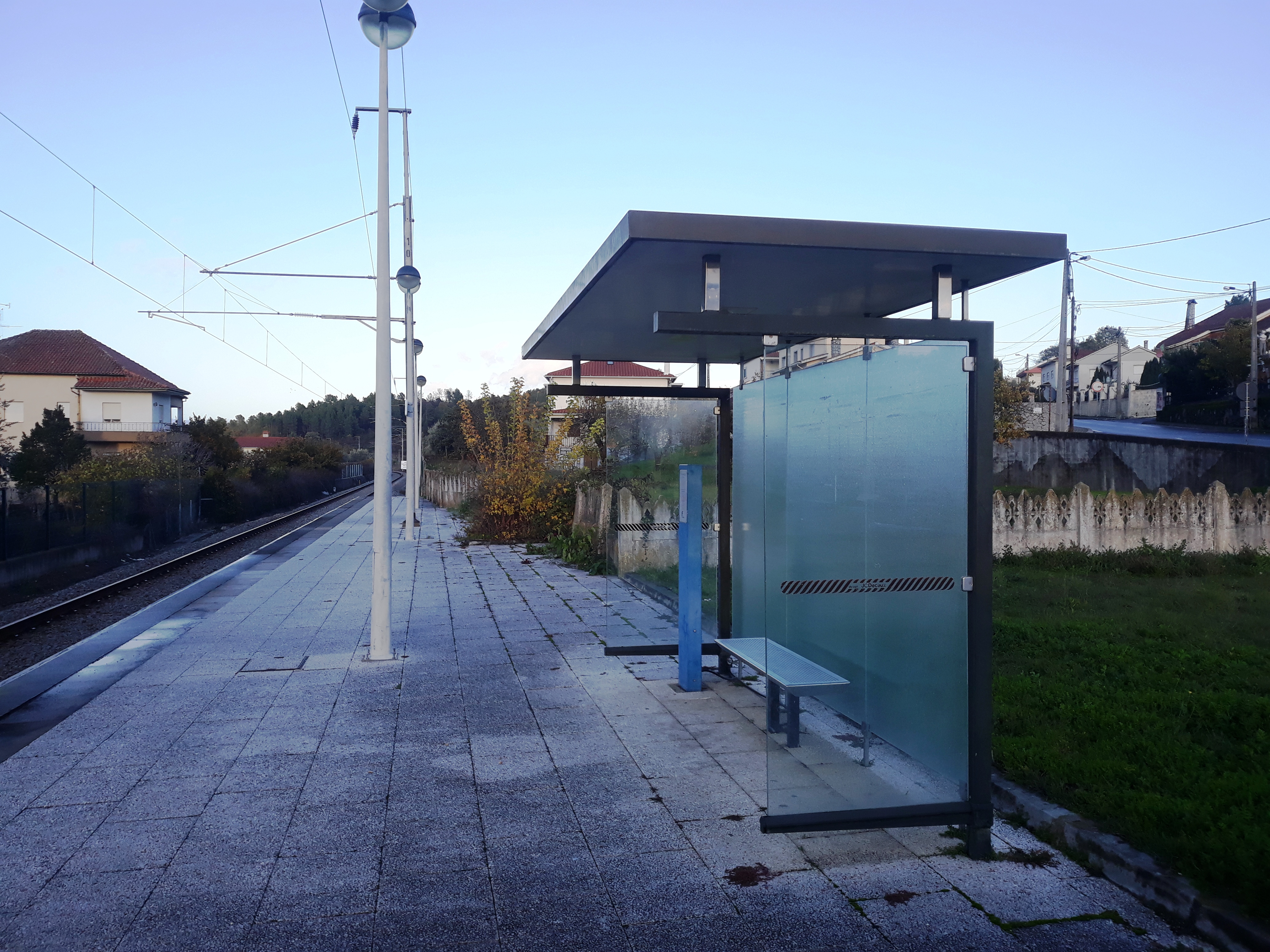
Abrigo do apeadeiro de Alcaria, em 2019.

## Descrição

### Localização e acessos
Esta interface dista cerca de 300 m do centro da localidade (igreja paroquial), via Rua do Santo Sebastião (= EN346).

### Infraestrutura
Como apeadeiro em linha em via única, esta interface tem uma só plataforma, que tem 142 m de comprimento e 685 mm de altura. O edifício de passageiros situa-se do lado sudeste da via (lado direito do sentido ascendente, para Guarda).

### Serviços
Em dados de 2023, esta interface é servida por comboios de passageiros da C.P. de tipo regional, com quatro circulações diárias em cada sentido entre Castelo Branco ou Entroncamento ou Lisboa - Santa Apolónia e Guarda ou Covilhã.

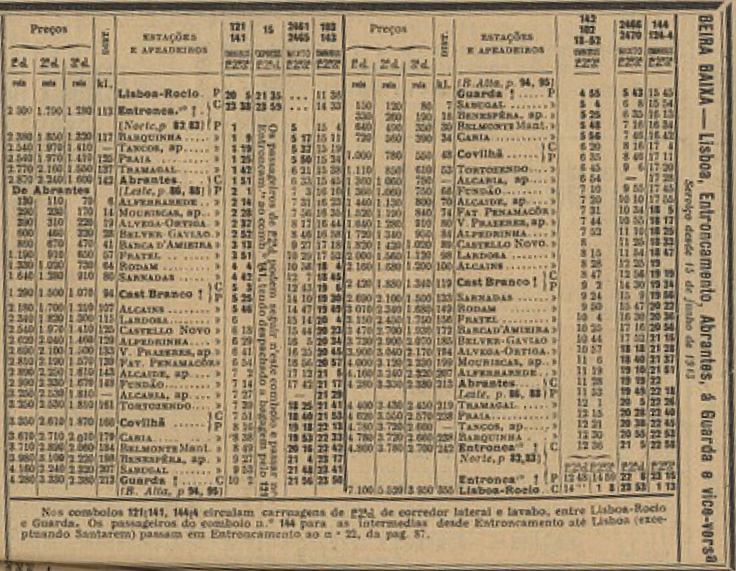
Horário da Linha da Beira Baixa em 1913, incluindo Alcaria.

## História
Este apeadeiro situa-se no lanço da Linha da Beira Baixa entre Abrantes e Covilhã, que entrou ao serviço no dia 6 de Setembro de 1891, pela Companhia Real dos Caminhos de Ferro Portugueses.